# Öffentliche Anleihe
Öffentliche Anleihen (englisch public bonds) sind Anleihen, bei denen ein Staat oder die zu ihm gehörenden Gebietskörperschaften als Schuldner fungieren.

## Allgemeines
Öffentliche Anleihen sind Finanzierungstitel, durch die ein Staat bei Anlegern Kredit aufnimmt, wodurch die Anleger zu Gläubigern des Staates und letzterer zu deren Schuldner wird. Unter sonst gleichbleibenden Verhältnissen erhöhen öffentliche Anleihen die Staatsverschuldung.
Im Hinblick auf den Schuldner gibt es Unternehmensanleihen von Nichtbanken, Bankschuldverschreibungen oder Pfandbriefe der Pfandbriefbanken. Im Hinblick auf das Marktvolumen dominieren öffentliche Anleihen wegen der hohen Staatsverschuldung den Primärmarkt am Rentenmarkt. Sie sind ein beliebtes Finanzprodukt sowohl bei Kleinanlegern als auch bei institutionellen Anlegern (Rentenfonds, Versicherer).
Zu den öffentlichen Anleihen im weiteren Sinne gehören die Emissionen der öffentlich-rechtlichen Kreditinstitute.

## Arten
Nach Art des Schuldners kann man allgemein unterscheiden:
- Staatsanleihen werden von einem Staat auf Bundesebene begeben,
- Landesanleihen werden von einem Gliedstaat begeben,
- Kommunalanleihen werden von einer Gemeinde begeben,
- Kommunalobligationen werden von einer Pfandbriefbank begeben, der Erlös dient als Refinanzierung für Kommunalkredite an Gemeinden.
- Anleihen öffentlich-rechtliche Kreditinstitute wie die Anleihen der KfW.

Die bislang lediglich diskutierte EU-Anleihe wäre auch zu den öffentlichen Anleihen zu rechnen.
Arten in Deutschland
- Bundeswertpapiere, die im Bundesschuldbuch eingetragen sind und am Börsenhandel teilnehmen können:
  - Bundesanleihen,
  - Bundesobligationen,
  - Bundesschatzanweisungen und
  - unverzinsliche Schatzanweisungen;
- Anleihen der Sondervermögen des Bundes
- Anleihen der Länder und Stadtstaaten:
  - Landesanleihen,
  - Länderjumbos;
- Anleihen der Gemeinden:
  - Stadtanleihen,
  - Kommunalanleihen.

Daneben gibt es auch Mischformen wie die Bund-Länder-Anleihen oder die Jumbo-Pfandbriefe. Sämtliche Schuldner sind entweder Anstalten oder Körperschaften des öffentlichen Rechts. Ist der Schuldner ein öffentliches Unternehmen, das seine Anleihen mit einer Staatsgarantie absichert, wird die Anleihe ebenfalls als eine öffentliche Anleihe bezeichnet.

## Anleihebedingungen
Die Anleihebedingungen öffentlicher Anleihen orientieren sich an den Vorgaben der International Capital Market Association (ICMA) wie beispielsweise bei der Zinsberechnungsmethode. Öffentliche Anleihen weisen von allen Anleihearten die längste Laufzeit von bis zu 30 Jahren auf und werden häufig am Ende der Laufzeit in einer Summe zurückgezahlt. Sie sind unbesichert, weil das Staatsvermögen und das Steueraufkommen der Anleiheschuldner eine hohe Bonität gewährleisten.
Öffentliche Anleihen der Bundesrepublik werden von Ratingagenturen mit der Bestnote AAA versehen, sie gehören deshalb zur guten Anlageklasse und können auch von risikoscheuen Anlegern erworben werden. Bei anderen Staatsanleihen, insbesondere wenn sie in Fremdwährung denominiert sind, besteht dagegen ein teilweise hohes Finanzrisiko, das beispielsweise bei Staatsanleihen Argentiniens bereits zu Forderungsverlusten geführt hat. Da ein Schlichtungsverfahren zwischen Argentinien und einigen Hedgefonds im Juli 2014 zu keiner Einigung führte, gilt Argentinien de jure seitdem als insolvent.

## Verwendungszweck
Öffentliche Anleihen dienen der staatlichen Investitionsfinanzierung und für Infrastrukturaufgaben, aber auch dem Ausgleich von Haushaltsdefiziten und der Konsolidierung durch Umschuldung. Teilweise können öffentliche Anleihen auch nach dem Verwendungszweck benannt sein. Ein Beispiel hierfür sind die Kriegsanleihen.

## International
Schweiz
Die Schweiz emittiert eine Vielzahl von „Schweiz-Anleihen“, deren Volumen pro Emission zwischen 95 Millionen und 5,6 Mrd. Schweizer Franken liegt. Das ausstehende Volumen der Schweiz-Anleihen beträgt 80,14 Mrd. Euro, in den kommenden 5 Jahren werden davon 27,44 Mrd. Euro fällig (Stand: Juli 2020).
 Österreich
Auch Österreichische Bundesanleihen (umgangssprachlich „Bunds“) gehören als Staatsanleihen zu den öffentlichen Anleihen. Das Volumen pro Emission beläuft sich zwischen 100 Millionen und 6 Mrd. Euro. Insgesamt beträgt das ausstehende Volumen bei Österreich-Anleihen 254,18 Mrd. Euro. In den kommenden 5 Jahren werden davon 112,94 Mrd. Euro fällig (Stand: Juli 2020).
 Vereinigte Staaten
„Treasuries“ (benannt nach dem US-Schatzamt Department of the Treasury) sind die Staatspapiere der USA. Treasury Bills („T-Bills“), Treasury Notes („T-Notes“) und Treasury Bonds („T-Bonds“) sind die wichtigsten Formen der US-Staatsanleihen. Insgesamt beträgt das ausstehende Volumen bei US-Staatsanleihen 15,13 Billionen Euro. In den kommenden 5 Jahren werden davon 10,98 Billionen Euro fällig. Üblich sind Laufzeiten von bis zu 30 Jahren.(Stand: Juli 2020).